# ATC kod C05
ATC kod C05 Vazoprotektivi su terapeutska podgrupa sistema za anatomsko terapeutsko hemijsku klasifikaciju. Ovaj sistem alfanumeričkih kodova je razvio  za klasifikaciju lekova i drugih medicinskih proizvoda.  Podgrupa C05 je deo anatomske grupe C Kardiovaskularni sistem.

Kodovi za veterinarsku upotrebu (ATCvet kodovi) se mogu formirati stavljanjem slova Q ispred humanih ATC kodova: QC05... 
Nacionalna izdanja ATC klasifikacije mogu da obuhvataju dodatne kodove koji nisu prisutni na ovoj listi.

### C05AAKortikosteroidi
C05AA01 Hidrokortison
C05AA04 Prednisolon
C05AA05 Betametason
C05AA06 Fluorometolon
C05AA08 Fluokortolon
C05AA09 Deksametason
C05AA10 Fluocinolon acetonid
C05AA11 Fluocinonid
C05AA12 Triamcinolon

### C05ADLokalni anestetici
C05AD01 Lidokain
C05AD02 Tetrakain
C05AD03 Benzokain
C05AD04 Cinhokain
C05AD05 Prokain
C05AD06 Oksetakain
C05AD07 Pramokain

### C05AEMišićni relaksanti
C05AE01 Gliceril trinitrat
C05AE02 Izosorbid dinitrat

### C05AX Drugi agensi za tretman hemoroida i analnih tkiva za topičku upotrebu
C05AX01 Aluminijumski preparati
C05AX02 Bizmutni preparati, kombinacije
C05AX03 Drugi preparati, kombinacije
C05AX04 Cinkovi preparati
C05AX05 Tribenozid

## C05B Terapija zaproširene vene

### C05BAHepariniiliheparinoidiza topičku upotrebu
C05BA01 Organoheparinoid
C05BA02 Natrijum apolat
C05BA03 Heparin
C05BA04 Pentozan polisulfat natrijum
C05BA51 Heparinoid, kombinacije
C05BA53 Heparin, kombinacije

### C05BBSklerozniagensi za lokalneiekcije
C05BB01 Monoetanolamin oleat
C05BB02 Polidokanol
C05BB03 Invertni šećer
C05BB04 Natrijum tetradecil sulfat
C05BB05 Fenol
C05BB56 Glukoza, kombinacije

### C05BX Drugi sklerozni agensi
C05BX01 Kalcijum dobesilat
C05BX51 Kalcijum dobesilat, kombinacije

## C05CKapilarnostabilizacioni agensi

### C05CABioflavonoidi
C05CA01 Rutosid
C05CA02 Monokserutin
C05CA03 Diosmin
C05CA04 Trokserutin
C05CA05 Hidrosmin
C05CA51 Rutosid, kombinacije
C05CA53 Diosmin, kombinacije
C05CA54 Trokserutin, kombinacije

### C05CX Drugi kapilarno stabilizacioni agensi
C05CX01 Tribenosid
C05CX02 Naftazon
C05CX03 Divlji kesten